# エフィム・シチャデンコ
エフィム・アファナシエヴィッチ・シチャデンコ（ロシア語: Ефим Афанасьевич Щаденко、1885年 ‐ 1951年9月6日）は、ソ連共産党の活動家、ソビエト連邦の軍人（政治将校）。大将。

## 経歴
ロシア帝国のドン軍管州カーメンスカヤ村の労働者の家庭に生まれる。1904年、ロシア社会民主労働党に入党。1917年2月、ロシア社会民主労働党（ボリシェヴィキ）カーメンスカヤ委員会議長。11月、赤衛隊指揮官。
1918年8月～11月、北カフカーズ軍管区本部政治委員。1918年11月～1919年1月、第10軍革命軍事会議議員となり、ツァリーツィン防衛に参加した。1919年1月～6月、ウクライナ戦線革命軍事会議議員、ウクライナ陸・海軍副人民委員。1919年11月、第1騎兵軍革命軍事会議議員、1920年7月、第2騎兵軍革命軍事会議議員。
ロシア内戦終結後、騎兵師団長、労農赤軍騎兵監察官補佐、フルンゼ名称軍事アカデミー政治担当副校長、管区政治局長を歴任。1930年～1934年、全連邦共産党（ボリシェヴィキ）中央監督委員会委員。1937年～1946年、ソ連最高会議代議員。1937年5月、カフカーズ軍管区軍事会議議員。1937年11月23日、副国防人民委員兼労農赤軍指揮要員局長となり、赤軍大粛清中、レフ・メフリスと共に赤軍将校の逮捕状を交付した。1940年、ポストを離れる。1939年～1941年、党中央委員会委員、1941年からは委員候補。
独ソ戦時、副国防人民委員に再任され、部隊編成・充足総局長を兼任した。1943年～1944年、南部戦線と第4ウクライナ戦線の軍事会議議員。